# Лонгин (Крчо)
Митрополит Лонгин (в миру Момир Крчо; род. 29 сентября 1955, Крушчань, община Олово, Босния и Герцеговина) — епископ Сербской православной церкви, митрополит Новограчаницкий и Среднезападно-Американский.

## Биография
С 1962 по 1970 год обучался в средней школе в Оловской Луке.
В 1970 году поступил в Семинарию трёх святителей при монастыре Крка.
11 февраля 1975 года епископом Далматинским Стефаном (Боцей) на пятом курсе семинарии был пострижен в малую схиму с именем Лонгин. На следующий день, в праздник Собора Трех святителей, рукоположён там же епископом его во иеродиакона, 13 февраля — во иеромонаха.
В том же году окончил семинарию и поступил в Московскую духовную академию, которую окончил в 1979 году со степенью кандидата богословия.
С октября 1980 по апрель 1981 служил секретарём епархиального управления Зворницкой и Тузланской епархии, настоятельствуя при этом в двух Тузланских приходах.
В 1983 году был назначен лектором Семинарии трёх святителей при монастыря Крка. Занимал эту должность до 1985 года. Одновременно занимался в аспирантуре в Лондонском университете.
В мае 1985 года Священный Архиерейский Собор Сербской Православной Церкви избрал его епископом Моравичским, викарием Патриарха Сербского.
20 октября 1985 года хиротонисан во епископа Моравичского. Хиротонию возглавил патриарх Сербский Герман которому сослужили митрополит Ростовский Владимир (Сабодан), епископы Далматинсий Николай (Мрджя) и Зворницкий Василий (Качавенда). На богослужении присутствовали многие архиереи Сербской Церкви, гости из богословских школ Москвы и Лондона.
14 сентября 1986 года избран епископом Австралийским и Новозеландским. Совершая служение в обширных просторах своей епархии, он строил новые храмы, работал с молодёжью, а особенно отличился борьбой за единство Сербской Православной Церкви в рассеянии, убеждая клир и епископат самопровозглашённой Новограчаницкой митрополии примириться с матерью-церковью.
В 1992 году по просьбе Архиерейского Собора во главе с патриархом епископ Лонгин принял Далматинскую кафедру. Из-за условий военного времени он не смог занять свою резиденцию в Шибенике, а проживал в монастыре Крка, где преподавал в семинарии.
По благословению патриарха Павла владыка Лонгин ездил в Канаду и Австралию, где собирал пожертвования для страдающего сербского народа.
После падения Республики Сербской Краины в августе 1995 года епископ Лонгин и вся Кркская семинария переместились в Дивчибаре близ Вальева.
В это время владыка Лонгин помогал епископу Шабацко-Вальевскому Лаврентию (Трифуновичу) в управлении епархией. Вместе с епископом Горнокарловацким Никанором (Богуновичем) он помогал беженцам, посещал лагеря, передавал гуманитарную помощь присланную, в первую очередь, сербами из диаспоры.
31 июля 1997 года решением патриарха Павла, епископ Лонгин был назначен викарием для управления Американской и Канадской епархией Новограчаницкой митрополии.
23 мая 1998 года, после смерти митрополита Иринея (Ковачевича), назначен управляющим этой епархии.
23-24 апреля 1999 года состоялся VII Церковно-Народный Собор Новограчаницкой митрополии, который избрал епископа Лонгина главой Новгорачаницкой митрополии. 15 мая 1999 года решением Священного Архиерейского Собора утверждён правящим архиереем Американской и Канадской епархией и главой Новограчаницкой митрополии.
14 октября 1999 года в Новой Грачанице последовало его настолование, совершённое от имени патриарха и Архиерейского Собора митрополитом Черногорским Амфилохием (Радовичем).
21 мая 2009 года решением Священного Архиерейского Собора Сербской Православной Церкви Сербские епархии в Америках были переустроены, в связи с чем епископ Лонгин получил титул Новограчаницкого и Среднезападно-Американского.
17 июля 2013 года патриархом Московским и всея Руси Кириллом орденом равноапостольного великого князя Владимира 2-й степени «во внимание к трудам на благо святой Церкви и в связи с 1025-летием Крещения Руси».